# Aphananthe sakalava
Aphananthe sakalava är en hampväxtart som beskrevs av André Leroy. Aphananthe sakalava ingår i släktet Aphananthe och familjen hampväxter. Inga underarter finns listade i Catalogue of Life.